# Гусеницеїд
Гусеницеїд (Conopophaga) — рід горобцеподібних птахів родини гусеницеїдових (Conopophagidae). Містить 9 видів.

## Поширення
Рід поширений у тропічних вологих лісах Південної Америки. Трапляється на східних схилах Анд, в басейні Амазонки та Бразильському атлантичному лісі.

## Опис
Це дрібні птахи, завдовжки 10,5-15,8 см. Тіло пухке з великою сплющеною головою, коротким конічним дзьобом, короткими і закругленими крилами, квадратним хвостом та міцними ногами. Спина коричневого кольору. Голова та груди чорного, сірого або червонуватого забарвлення, черево світліше. У самиць менш яскраве забарвлення. Характерним для цих птахів є наявність тонкої білої смуги, що йде від одного ока до іншого через потилицю.

## Спосіб життя
Мешкають у тропічних вологих дощових лісах. Трапляються поодинці. Активні вдень. Живляться комахами та іншими дрібними безхребетними. Кулясті гнізда будують серед гілок чагарників невисоко від землі. У кладці може бути до двох кремових яєць з рожевими або коричневими плямами і цятками.

## Види
- Рід Гусеницеїд (Conopophaga)
  - Гусеницеїд сіроволий (Conopophaga ardesiaca)
  - Гусеницеїд золотистий (Conopophaga aurita)
  - Гусеницеїд рудолобий (Conopophaga castaneiceps)
  - Гусеницеїд бразильський (Conopophaga cearae)
  - Гусеницеїд рудий (Conopophaga lineata)
  - Гусеницеїд чорночеревий (Conopophaga melanogaster)
  - Гусеницеїд чорнощокий (Conopophaga melanops)
  - Гусеницеїд сірошиїй (Conopophaga peruviana)
  - Гусеницеїд чорноголовий (Conopophaga roberti)